# رابرت کاپیتو
رابرت کاپیتو (انگلیسی: Robert S. Kapito؛ زادهٔ ۸ فوریهٔ ۱۹۵۷) کارآفرین، سرمایه‌دار و مدیر اجرایی اهل ایالات متحده آمریکا است، که از بنیانگذاران گروه خدمات مالی بلک‌راک محسوب می‌شود.